# الیجا آدبایو
الیجا آدبایو (انگلیسی: Elijah Adebayo؛ زادهٔ ۷ ژانویهٔ ۱۹۹۸) بازیکن فوتبال اهل بریتانیا است.
از باشگاه‌هایی که در آن بازی کرده‌است می‌توان به باشگاه فوتبال سوئیندون تاون، باشگاه فوتبال چلتنهام تاون، باشگاه فوتبال سلو تاون، باشگاه فوتبال استیونج، و باشگاه فوتبال والسال اشاره کرد.